# László Baranyai
László Baranyai   (Budapest, 13 de gener de 1920 - Budapest, 14 de desembre de 1984) va ser un gimnasta artístic hongarès que va competir durant les dècades de 1940 i 1950. Es casà amb la també gimnasta Erzsébet Balázs.
El 1948 va prendre part en els Jocs Olímpics de Londres, on disputà vuit proves del programa de gimnàstica. Guanyà la medalla de bronze en la prova del concurs complet per equips, mentre en les proves individuals destaca la novena posició aconseguida en la competició d'anelles. En el seu palmarès també destaca una plata al Mundial de la Joventut i els Estudiants de 1949 i 25 campionats nacionals, 14 individuals i 11 per equips.